# USS Enterprise (NCC-1701-E)

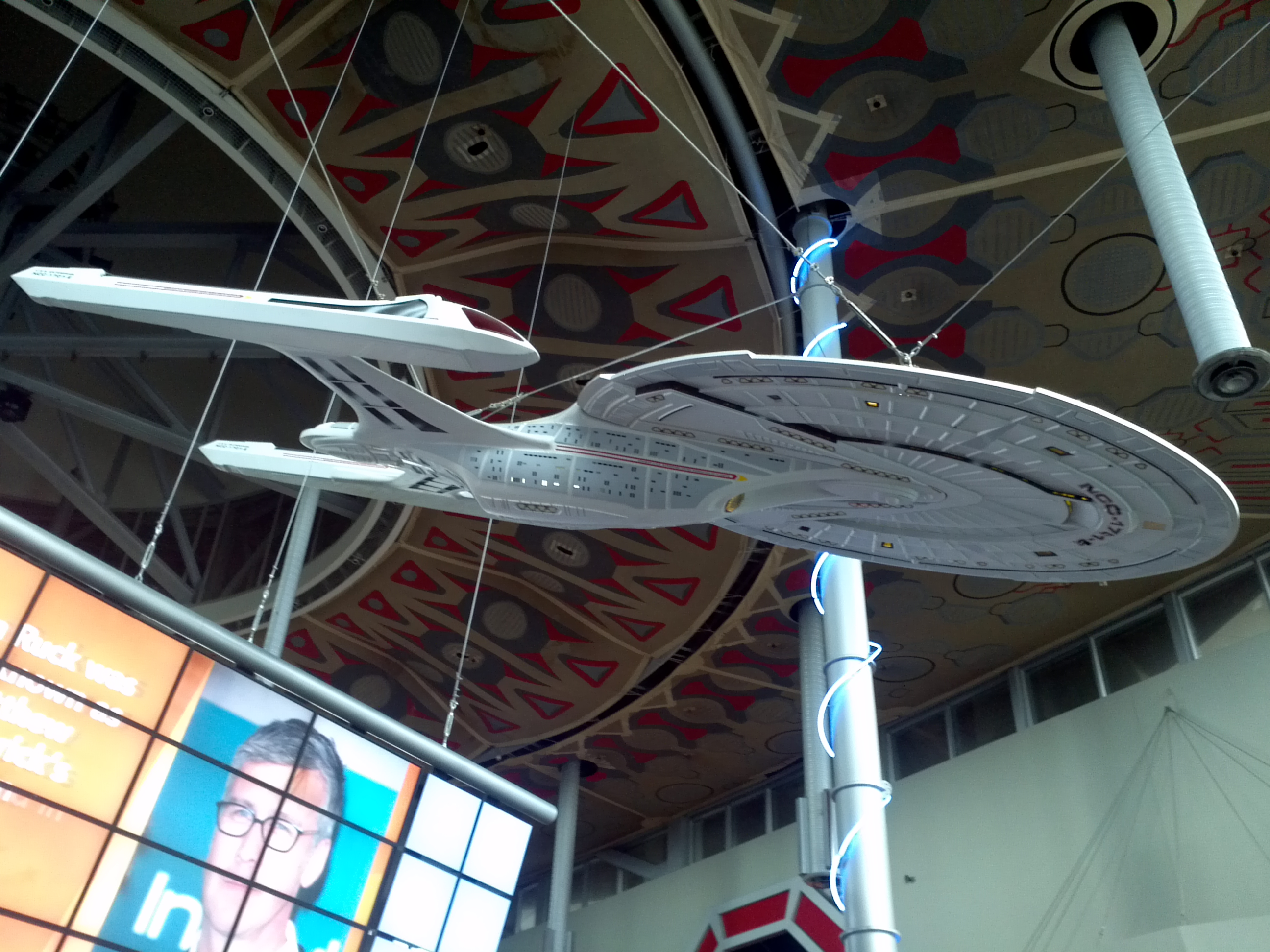
Model lodě Enterprise-E

USS Enterprise s registračním číslem NCC-1701-E, také označovaná jako Enterprise-E, je fiktivní hvězdná loď ze sci-fi příběhů Star Treku. Navazuje na řadu lodí stejného jména, které působily ve Hvězdné flotile Spojené federace planet, celkově se jedná již o šestou Enterprise ve službách Flotily. Vyskytovala se ve filmech Star Trek: První kontakt, Star Trek: Vzpoura a Star Trek: Nemesis.
Jedná se o loď třídy Sovereign, vypuštěna byla roku 2372.

## Historie lodě
Enterprise-E, která byla postavena v sanfranciských docích na orbitě Země, byla vypuštěna roku 2372, jejím velícím důstojníkem se stal kapitán Jean-Luc Picard. Jeho předchozí loď USS Enterprise-D byla zničena roku 2371; společně s Picardem byla na novou loď přeložena i většina z jeho původní posádky.
Roku 2373 se loď zúčastnila bitvy v sektoru 001 s Borgem a dostala se časovým vírem do roku 2063, kdy chtěl Borg zabránit prvnímu kontaktu Pozemšťanů s Vulkánci, díky čemuž by nevznikla Spojená federace planet. I když byla asimilována polovina posádky Enterprise-E, podařilo se tomuto borgskému plánu zabránit a loď se tak mohla vrátit do „svého“ roku 2373. Tyto události byly popsány ve filmu Star Trek: První kontakt.
O dva roky později byla loď vyslána na diplomatickou misi do nového protektorátu Federace v oblasti známé jako Vřesoviště. Zde posádka zabránila plánovanému násilnému přesídlení obyvatel planety zvaných Ba'ku, díky čemuž se dostala do konfliktu s admirálem Matthewem Doughertym. Komandér Riker nakonec přesvědčil Radu Federace o nesmyslnosti toho aktu, Enterprise-E ale byla poškozena loděmi rasy Son'a, spojenců Federace. (Viz film Star Trek: Vzpoura.) V následujících letech prodělala loď opravy spojené s menšími modernizacemi. Byly například přidány další odpalovače fotonových torpéd, přidány phaserové banky či upraven můstek.
V roce 2379 byla Enterprise-E těžce poškozena při obraně Země před Rémany a jejich lodí Scimitar, která pomocí zbraně hromadného ničení chtěla vyhladit veškerý život na Zemi. Díky hrdinství nadporučíka Data, který zahynul, byl Scimitar zničen a Enterprise-E byla následně odtažena do doků kvůli potřebným rozsáhlým opravám. Tento příběh se odehrál ve filmu Star Trek: Nemesis.

## Posádka
velící důstojník
- kapitán Jean-Luc Picard

první důstojník
- komandér William Riker (do roku 2379, kdy byl povýšen na kapitána a převzal velení USS Titan)

druhý a vědecký důstojník
- nadporučík Dat (do svého zničení v roce 2379)

šéfinženýr
- nadporučík Geordi La Forge

hlavní lékařský důstojník
- komandér Beverly Crusherová

bezpečnostní a zbraňový důstojník
- poručík Daniels (2372–2379)
- nadporučík Worf (od 2379)

poradkyně
- komandér Deanna Troi (do roku 2379, kdy byla přeložena na USS Titan)